# Московская Управа благочиния
Московская Управа благочиния — городское полицейское учреждение в Российской империи.

## История
Создана в 1782.  С 1830-х годов находилась на Тверском бульваре, 22.  В её обязанности входило приведение в исполнение решений городской администрации, судов и т.д.
В  XVIII — первой половине XIX столетий наряду с штатными сотрудниками московской полиции в распоряжение Управы благочиния находились 1200 будочников, 180 драгун.  С 1788 года к ним добавились 2 эскадрона гусар занимавшиеся патрулированием улиц.  В 1864 году после судебной реформы из ведения Управы благочиния были изъяты судебные дела.  В 1870 году также вопросы благоустройства.
В 1881 году Управа благочиния упразднена, а её полномочия перешли к канцелярии обер-полицмейстера.